# Flávia Alvarenga Fernandes
Flávia Alvarenga Fernandes (Goiânia, 13 de febrero de 1981) es una deportista brasileña que compitió en waterpolo y triatlón.
Ganó una medalla de bronce en los Juegos Panamericanos de 2003 en waterpolo. Además, obtuvo una medalla de bronce en el Campeonato Panamericano de Triatlón de 2013.

## Palmarés internacional
| Juegos Panamericanos | Juegos Panamericanos             | Juegos Panamericanos | Juegos Panamericanos |
| Año                  | Lugar                            | Medalla              | Competición          |
| -------------------- | -------------------------------- | -------------------- | -------------------- |
| 2003                 | Santo Domingo ( Rep. Dominicana) | Medalla de bronce    | Equipo               |

| Campeonato Panamericano | Campeonato Panamericano | Campeonato Panamericano | Campeonato Panamericano |
| Año                     | Lugar                   | Medalla                 | Prueba                  |
| ----------------------- | ----------------------- | ----------------------- | ----------------------- |
| 2013                    | Vila Velha (Brasil)     | Medalla de bronce       | Individual              |